# Свети Козма и Дамјан
Свети Козма и Дамјан су били врачеви, бесребреници и чудотворци. Рођени од оца незнабошца, који је умро јако рано у животу своје деце, и мајке хришћанке, браћа су узгојена у хришћанском духу. Од Господа су добили дар за исцељење разних болести, како су то добили бесплатно, бесплатно су и лечили именом Господа Исуса Христа, те су им људи дали име још бесребреници што значи бесплатни лекари. Бог им је дао заповест која гласи: „Забадава сте добили, забадава и дајте”. Толико су били опрезни у бесплатном лечењу људи, да се Козма једном веома наљутио на Дамјана што је узео три јајета од жене коју су излечили, по имену Паладија. Толико се Козма наљутио да је наредио да га после смрти не сахране крај брата Дамјана. Али Дамјан је узео та три јајета не као награду, него због тога што га је Паладија заклела Светом Тројицом. Ипак по смрти њиховој у месту Фереману били су заједно сахрањени. И после смрти су исцељивали.
Када је једном човеку, док је спавао, ушла змија кроз уста, човек се патио све док пред сам крај живота не позове Свете Врачеве да га исцеле, те га и исцелише.
Празник Светог Козме и Дамјана-Врачеви Српска православна црква молитвено слави 14. новембра по новом, а 1. новембра по старом календару
Свети Козма и Дамјан
Били су лекари и како хришћани верују чудотворци. Ова двојица светитеља су били рођена браћа, родом из Рима, као деца су крштени и у хришћанском духу васпитани. У хришћанској традицији помиње се да су имали велику благодат од Бога, да лече људе и животиње од сваке болести и муке, и то обично полагањем руку. За свој труд нису тражили никакву награду, само су захтевали од болесника да верују у Исуса Христа. Наследивши велико имање, они су га милостиво раздавали беднима. У то време царовао је у Риму цар Карин. Пред њега довели су гонитељи хришћанства ову браћу, оковану у ланце. После дугог испитивања цар им је наредио да се одрекну вере у Исуса Христа и принесу жртве римским боговима. Међутим Козма и Дамјан не само што нису послушали цара него су га још и саветовали да он призна „јединога истинитога Бога“. Свети мученици Козма и Дамјан рекли су му „Наш Бог није створен, но Он је Створитељ свега, а твоји су богови измишљотине људске и дело руку уметника. И кад не би било уметника да вам направе богове, ви се не би имали коме клањати.“ У хришћанској традицији помиње се да је, после чуда учињенога над самим царем, кад су га чудесно исцелили од тешке болести - цар и сам изјавио своју веру у Исуса Христа и пустио браћу. И они су продужили да проповедају хришћанство и исцељују болеснике. Због тога што су се прочули позавидео им је на слави неки лекар, негдашњи учитељ њихов, и под изговором да беру лековите траве извео их у планину и побио камењем. Ови светитељи су убијени 284. године. 
Српска православна црква слави их 1. јул по црквеном, а 14. јулa по грегоријанском календару.
Српска православна црква још обележава 30. октобра по новом, а 17. октобра по старом календару Светог Козму и Дамјана из Арабије.
Посвећени су им манастири Златенац и Зочиште.